# 헤이룽장 훠샨밍취안
헤이룽장 훠샨밍취안은 중국 헤이룽장성을 연고지로 하는 축구 클럽이다. 현재 중국 갑급리그 소속이다.

## 선수 명단

### 현역
참고: FIFA 자격 규정에 따라 소속된 국가대표팀 국기를 표시합니다. 선수는 복수의 FIFA 비회원국 국적을 가지고 있을 수 있습니다.
| 번호 | 포지션 | 국적 | 이름 |
| ---- | ------ | ---- | ---- |

| 번호 | 포지션 | 국적 | 이름 |
| ---- | ------ | ---- | ---- |